# Řád sv. Olgy
Řád sv. Olgy (rusky Знак отличия Святой Равноапостольной Княгини Ольги) je ruský řád, určený výhradně ženám. Byl založen roku 1915, k příležitosti výročí tří set let rodu Romanovců na ruském trůně, za účelem uznání zásluh žen na různých polích veřejné a státní služby bližním.
Umělecký návrh provedl generálmajor M. S. Putjatin. Odznak řádu má podobu byzantského kříže, pokrytého modrým emailem, uprostřed je kruhový medailon, na němž je na aversu je portrét kněžny sv. Olgy s křížem, na reversu je na ramenech kříže staroslověnsky napsáno 21 февраля 1613—1913, čili datum nástupu Romanovců na trůn. Kříž měl tři stupně, které se lišili barvou lemování kříže a medailonu - I. stupeň je zlatý, II. je stříbrný a III. měděný. Všechny se nosily na levé straně hrudi na bílé dámské kokardě. Formálně je zván záslužným křížem, ale v praxi je brán jako záslužný řád, o čemž svědčí i fakt, že má samostatné stanovy.
Jako státní řád byl udělen pouze jednou a to v II. třídě Věře Panajevně, která v I. světové válce ztratila tři syny, důstojníky, nositele řádu sv. Jiří Po pádu Romanovců roku 1917 přestal být ruským státním řádem, nicméně jej nadále uděluje hlava císařského rodu v emigraci.
Podobný řád zavedla roku 1988 Ruská pravoslavná církev jako církevní vyznamenání. Je udělován výlučně ženám a má tři třídy. Podobně existuje i ukrajinský státní Řád kněžny Olgy.